# Station Port-Royal
Port Royal is een station in Parijs dat op de grens ligt tussen het vijf en het zesde arrondissement.

## Het station
Het station is onderdeel van het Parijse metronetwerk RER. Langs het station rijden treinen van RER B in de richting van Robinson, Saint-Rémy-lès-Chevreuse, Mitry-Claye en de luchthaven Charles de Gaulle. De uitgang van het station komt uit op de boulevard de Port Royal.

### Overstapmogelijkheden
Er is geen overstapmogelijkheid op metro en tram, wel op een aantal buslijnen, waaronder ook het nachtnet Noctilien.

### Dichtstbijzijnde punten
- Het ziekenhuis Cochin ligt niet ver van het station af.

## Vorig en volgend station
| Richting                                | Vorig station     | Lijn  | Volgend station | Richting                                             |
| --------------------------------------- | ----------------- | ----- | --------------- | ---------------------------------------------------- |
| Robinson B2 Saint-Rémy-lès-Chevreuse B4 | Denfert-Rochereau | RER B | Luxembourg      | Aéroport Charles de Gaulle 2 TGV B3 Mitry - Claye B5 |